# Sécularisme juif
Le sécularisme juif désigne à la fois les Juifs se définissant comme séculiers, mais aussi le résultat de leurs travaux. Pour les Juifs séculiers, les fêtes juives peuvent être célébrées comme des événements traditionnels ou culturels alors que les naissances, mariages ou les funérailles devraient être appréhendés de manière séculière.
À travers l'Époque moderne, les penseurs juifs ont repensé le judaïsme traditionnel. Depuis Baruch Spinoza (1632-77), la moralité est perçue non plus à travers la religion mais à travers l'éducation et la vie familiale.
Au cours du xixe siècle, les membres de la société pour la Science du judaïsme (Wissenschaft des Judentums) considèraient le peuple juif comme un groupe culturel plutôt qu'un groupe cultuel. Ces sécularistes, s'appuyant sur la philosophie des Lumières et l'Haskalah, ont tenu à intégrer la culture humaniste et l’éducation dans une culture juive détachée des diktats rabbiniques ou de l'existence d'un dieu.
À la fin du xixe siècle et au début du xxe, Ahad Ha'Am apporta sa contribution au mouvement séculier avec des apports sur l'identité nationale juive, la religion et la pratique religieuse. Il considérait par exemple la tradition culturelle religieuse juive comme faisant partie intégrante de l'éducation des juifs séculiers.

## Figures notables du sécularisme juif
La culture et l'art séculiers juifs se développèrent entre 1870 et la Seconde Guerre mondiale, avec plus de 18 000 ouvrages rédigés en yiddish et plusieurs milliers en hébreu et en langues européennes. Plusieurs centaines de pièces de théâtre furent écrites et jouées durant cette période, et d'autres formes d'art se développèrent. Franz Kafka est un des artistes notables de ce mouvement. 
Durant cette période, de nombreux Juifs connus se définirent comme séculiers dont Sigmund Freud, Marc Chagall, Henri Bergson, Heinrich Heine, Albert Einstein, Theodor Herzl, Louis Brandeis, Micha Josef Berdyczewski et Hayim Nahman Bialik.

## État d'Israël (depuis 1948)
La renaissance de l'hébreu comme langue vernaculaire plutôt que religieuse, au sein du Yichouv grâce à Éliézer Ben Yehoudah puis la création de l'État d'Israël en 1948 sont souvent perçues comme les plus grandes réussites pour le mouvement séculier juif avec une majorité de la population vivant selon le mode de vie des Juifs séculiers. À la fin du XXe siècle, plus de 2000 écoles israéliennes séculières existaient, avec des enfants étudiant l'histoire juive, la littérature juive et célébrant différentes fêtes et commémoration sans y intégrer de dimension religieuse.